# カン・リー

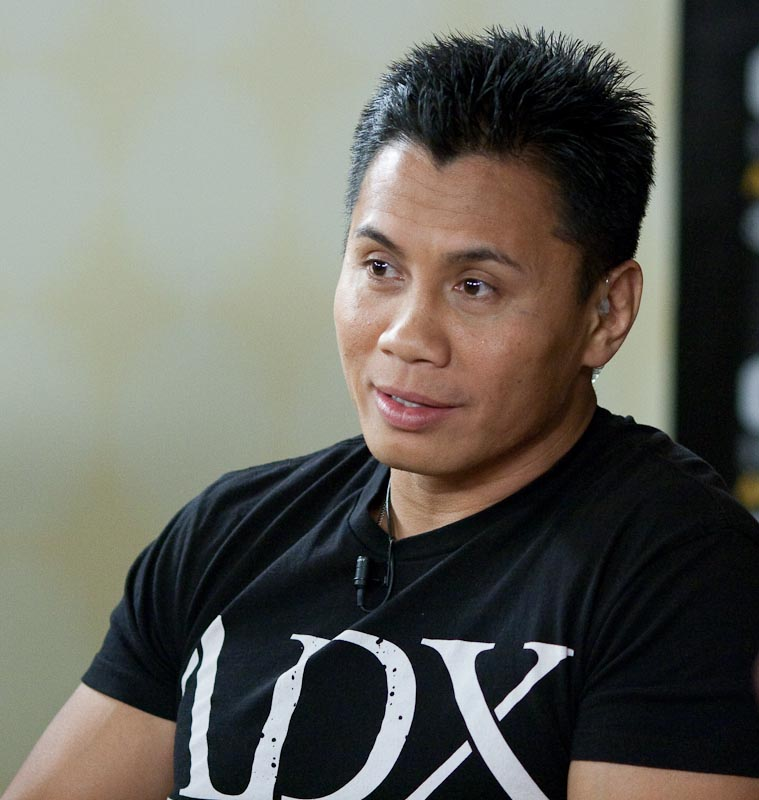
インサイドMMAのインタビューに答えるリー

カン・リー（Cung Le、1972年5月25日 - ）は、ベトナムの男性キックボクサー、総合格闘家。サイゴン出身。アメリカ合衆国カリフォルニア州在住。アメリカン・キックボクシング・アカデミー所属。元Strikeforce世界ミドル級王者。
キックボクサーとしてK-1への参戦経験も有し、サイドキックや回し蹴りなど、スタンド状態からの蹴り技を多用するファイトスタイルと軽快で変則的な動きから、「生けるブルース・リー」との異名を取る。Strikeforceでは絶大な人気を誇る。
格闘家として活動する傍らで俳優としても活動しているため、格闘技を休業することもしばしばあった。

## 来歴

### 幼少期
1972年5月25日にベトナムで生まれる（母方の祖父はベトナムでチーフポリスをやっており、CIAの通訳をしていた）。出生後、2歳11か月までサイゴンで過ごす。1975年4月30日のサイゴン陥落の3日前に、母方の家族に連れられ、アメリカ軍とのコネでヘリコプターでフィリピンに脱出。その時、父親とその親族はベトナムへの思い入れからベトナムに残った。そしてアメリカ合衆国カリフォルニア州サンノゼに移住した。
10歳でテコンドーを始めたが、経済的理由から断念。中学校の進学後、体育の科目からレスリングを選択。高校とジュニアカレッジでオールアメリカンに選出された。AAU主催の全米選手権でも、グレコローマンとフリースタイルの両方で優勝。その後、レスリングの全米強化選手に選ばれる。しかし、20歳のときに母親の旅行代理店の経営が良くなかったことから、レスリングを中断。

### 打撃系格闘技
1994年、22歳のときに散打を始める。また士道館空手も習い、1998年に全米選手権で優勝。しかし、顔面攻撃禁止のルールに慣れず、何度か失格になったこともあった。また同年には、ロシアの格闘技であるドラッカで、全米王者となった。

### 総合格闘技
2006年3月10日、Strikeforce旗揚げ戦で総合格闘技初挑戦。マイク・アルトマンと対戦し、右フックでKO勝ち。
2007年6月22日、Strikeforce: Shamrock vs. Baroniでトニー・フリックランドと対戦し、KO勝ち。
2008年3月29日、Strikeforce: Shamrock vs. Leでフランク・シャムロックと対戦し、シャムロックの右腕の骨折によりTKO勝ちを収め王座獲得に成功した（2009年9月17日に王座を返上）。
2009年12月19日、1年9か月ぶりの復帰戦となったStrikeforce: Evolutionでスコット・スミスと対戦。バックキック等を用い、3ラウンド中盤まで試合を優位に進めたが、スミスのパンチの連打によりダウンし、そのままパウンドでKO負け。キャリア初黒星を喫した。
2010年6月26日、Strikeforce: Fedor vs. Werdumでスコット・スミスと再戦し、左バックキックでKO勝ち。
2011年11月19日、UFC初参戦となったUFC 139でヴァンダレイ・シウバと対戦し、パウンドでTKO負け。ファイト・オブ・ザ・ナイトを受賞した。
2012年11月10日、マカオで開催されたUFC on Fuel TV 6でリッチ・フランクリンと対戦し、右フックでKO勝ち。ノックアウト・オブ・ザ・ナイトを受賞した。
2014年8月23日、UFC Fight Night: Bisping vs. Leでミドル級ランキング8位のマイケル・ビスピンと対戦し、TKO負け。試合後、薬物検査において規定値を超える量のヒト成長ホルモンが検出された事が発表され、1年間の試合出場停止処分が科されたものの、検査を担当した香港の検査会社に不手際があり、結局検査結果は無効とされ、リーへの出場停止処分も取り消された。
2015年1月21日、現役引退を表明。

## 戦績

### 総合格闘技
| 総合格闘技 戦績 | 総合格闘技 戦績 | 総合格闘技 戦績 | 総合格闘技 戦績 | 総合格闘技 戦績 | 総合格闘技 戦績 | 総合格闘技 戦績 |
| --------------- | --------------- | --------------- | --------------- | --------------- | --------------- | --------------- |
| 12 試合         | (T)KO           | 一本            | 判定            | その他          | 引き分け        | 無効試合        |
| 9 勝            | 8               | 0               | 1               | 0               | 0               | 0               |
| 3 敗            | 3               | 0               | 0               | 0               | 0               | 0               |

| 勝敗 | 対戦相手                   | 試合結果                            | 大会名                                                                 | 開催年月日     |
| ×    | マイケル・ビスピン         | 4R 0:57 TKO（膝蹴り→パウンド）      | UFC Fight Night: Bisping vs. Le                                        | 2014年8月23日  |
| ○    | リッチ・フランクリン       | 1R 2:17 KO（右フック）              | UFC on Fuel TV 6: Franklin vs. Le                                      | 2012年11月10日 |
| ○    | パトリック・コーテ         | 5分3R終了 判定3-0                   | UFC 148: Silva vs. Sonnen 2                                            | 2012年7月7日   |
| ×    | ヴァンダレイ・シウバ       | 2R 4:49 TKO（膝蹴り→パウンド）      | UFC 139: Shogun vs. Henderson                                          | 2011年11月19日 |
| ○    | スコット・スミス           | 2R 1:46 KO（左バックキック）        | Strikeforce: Fedor vs. Werdum                                          | 2010年6月26日  |
| ×    | スコット・スミス           | 3R 3:25 KO（右ストレート→パウンド） | Strikeforce: Evolution                                                 | 2009年12月19日 |
| ○    | フランク・シャムロック     | 3R終了時 TKO（右腕の骨折）          | Strikeforce: Shamrock vs. Le 【Strikeforce世界ミドル級タイトルマッチ】 | 2008年3月29日  |
| ○    | サム・モーガン             | 3R 1:58 KO（左ミドルキック）        | Strikeforce: Four Men Enter, One Man Survives                          | 2007年11月16日 |
| ○    | トニー・フリックランド     | 3R 0:25 KO（右フック）              | Strikeforce: Shamrock vs. Baroni                                       | 2007年6月22日  |
| ○    | ジェイソン・フォン・フルー | 1R 0:43 TKO（ドクターストップ）     | Strikeforce: Triple Threat                                             | 2006年12月8日  |
| ○    | ブライアン・ウォーレン     | 1R 4:19 TKO（パンチ連打）           | Strikeforce: Revenge                                                   | 2006年6月9日   |
| ○    | マイク・アルトマン         | 1R 3:51 KO（右フック）              | Strikeforce: Shamrock vs. Gracie                                       | 2006年3月10日  |

### キックボクシング
| 勝敗 | 対戦相手                 | 試合結果          | 大会名                                                             | 開催年月日    |
| ○    | ブライアン・ウォーレン   | 2分4R終了 判定3-0 | K-1 WORLD GP 2004 in LAS VEGAS 【スーパーファイト ドラッカルール】 | 2004年4月30日 |
| ○    | フィル・フェティート     | 3分4R終了 判定3-0 | K-1 WORLD GP 2003 in LAS VEGAS 【スーパーファイト 散打ルール】     | 2003年8月15日 |
| ○    | スコット・シェーリー     | 2R 1:13 TKO       | K-1 WORLD GP 2003 in LAS VEGAS 【スーパーファイト】                | 2003年5月2日  |
| ○    | モハメド・ラミン・ケイタ | 判定              | K-1 GP USA CHAMPIONSIPS 2000 【スーパーファイト 散打ルール】       | 2000年8月5日  |

## 獲得タイトル
- アマチュア
  - 第4回世界武術選手権大会 散打部門 男子80kg級 3位（1997年）
  - 第5回世界武術選手権大会 散打部門 男子80kg級 3位（1999年）
- プロキックボクシング
  - ISKA散打全米ライトヘビー級王座
  - ISKA散打北米ライトヘビー級王座
  - 初代IKFプロ散打世界ライトヘビー級王座
- 総合格闘技
  - 第2代Strikeforce世界ミドル級王座（2008年）

## 表彰
- ブラジリアン柔術 青帯
- テコンドー 黒帯
- 散打 黒帯
- UFC ファイト・オブ・ザ・ナイト（1回）
- UFC ノックアウト・オブ・ザ・ナイト（1回）

## 出演作品

### 映画
- パンドラム（2009年）マン 役
- TEKKEN -鉄拳-（2009年）マーシャル・ロウ 役
- 孫文の義士団（2010年）チェンシャン 役
- アイアン・フィスト（2012年）
- ドラゴン・アイズ（英語版）（2012年）ホン 役
- グランド・マスター（2013年）
- セキュリティ（2017年）デッド・アイズ 役

### CM
- 腹筋パンチャー

## 参考出典
- 『GONKAKU』2008年6月号、130-133頁、イースト・プレス、2008年6月23日発行
ストライクフォース世界ミドル級王座獲得直後のインタビュー